# Adam Lisewski
Adam Lisewski   (Varsòvia, 20 de gener de 1944 - Varsòvia, 23 de febrer de 2023) fou un tirador d'esgrima polonès, especialista en floret, que va competir durant les dècades de 1960 i 1970.
El 1968 va prendre part en els Jocs Olímpics d'Estiu de Ciutat de Mèxic, on disputà dues proves del programa d'esgrima. En la prova del floret per equips guanyà la medalla de bronze, mentre en la del floret individual quedà eliminat en sèries.
En el seu palmarès també destaquen quatre medalles al Campionat del Món d'esgrima, dues de plata i dues de bronze, entre les edicions de 1965 i 1971, així com dues medalles d'or, una de plata i una de bronze a les Universíades de 1963. A nivell nacional guanyà dos campionats de Polònia de floret, el 1967 i 1971.